# Ludwig Reisch
Ludwig Reisch (* 15. November 1943 in Dillingen an der Donau; † 5. Juli 2023 in Hattingen) war ein deutscher Prähistoriker.

## Leben
Von 1965 bis 1972 studierte er Ur- und Frühgeschichte, Paläontologie und Klassische Archäologie an den Universitäten Erlangen und München. Nach der Promotion 1973 an der Universität Erlangen war er dort bis 1981 Wissenschaftlicher Assistent. 1981 erfolgte seine Habilitation (Lehrbefugnis für Ur- und Frühgeschichte). Von 1981 bis 1983 war er Akademischer Oberrat an der Universität Erlangen-Nürnberg, 1984 Heisenberg-Stipendiat. 1985 wurde er außerordentlicher Professor für Ur- und Frühgeschichte an der Freien Universität Berlin und 1987 ordentlicher Professor für Ur- und Frühgeschichte an der Universität Erlangen.
Seine Forschungsschwerpunkte waren Archäologie des Paläolithikums in Mittel- und Südosteuropa, neolithischer Silexbergbau, Archäozoologie, Paläoökologie und die Höhlenruine von Hunas bei Hartmannshof, Landkreis Nürnberger-Land, Mittelfranken: Paläontologische und urgeschichtliche Funde des Mittelpleistozäns.

## Schriften (Auswahl)
- Der vorgeschichtliche Hornsteinabbau bei Lengfeld, Ldkr. Kelheim und die Interpretation „grobgerätiger“ Silexindustrien in Bayern. Kallmünz 1974, ISBN 3-7847-5029-X (= Dissertation).
- mit Gotthard Kowalczyk, Klaus-Peter Winter und Gerhard Steinich: Jungpleistozäne Strandterrassen in Südost-Lakonien (Peloponnes, Griechenland). Verlag der Gesellschaft für Geowissenschaften, Berlin 1992, OCLC 263928394.